# Logis de la Joubardière

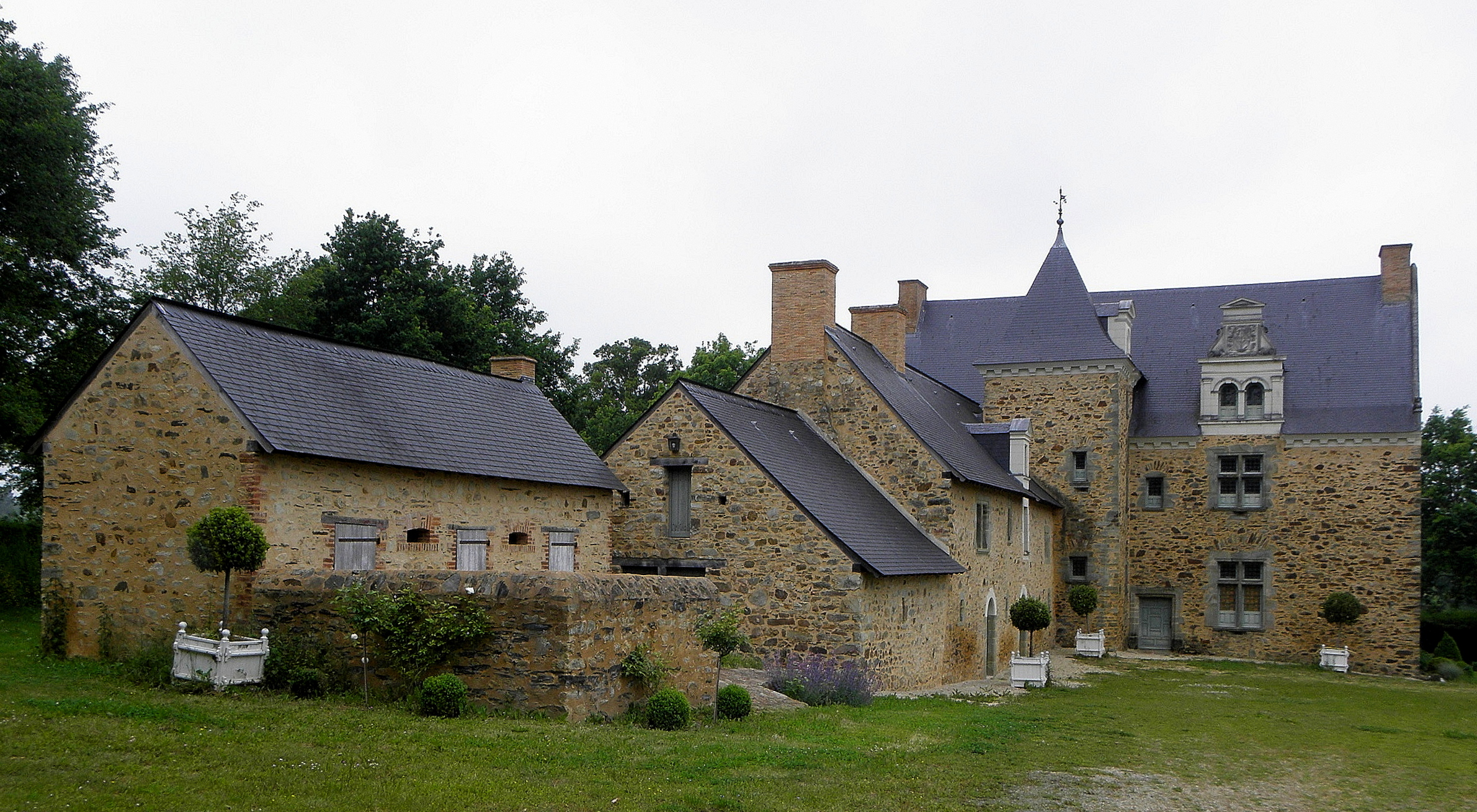
Autre vue du logis de la Joubardière

Le logis de la Joubardière est situé à Saint-Martin-du-Limet (France).

## Localisation
Le logis est situé sur la commune de Saint-Martin-du-Limet, située dans le département de la Mayenne en région Pays de la Loire.

## Description
Le logis de la Joubardière est un ancien logis de maître de la Seconde Renaissance accompagné en retour d'une aile d'habitation plus ancienne. L'intérieur conserve l'intégralité de ses huisseries avec leurs serrureries.[réf. nécessaire]

## Histoire
Du logis-tour de la fin du XIIe siècle, ce manoir s’est agrandi au XIVe siècle avec le Vieux logis. La Renaissance lui apportera ensuite le Grand logis.[réf. nécessaire]
Il fait l'objet d'un classement au titre des monuments historiques par arrêté du 3 mars 1997.